# Ormocarpopsis itremoensis
Ormocarpopsis itremoensis é uma espécie vegetal da família Fabaceae.
Apenas pode ser encontrada no Madagáscar.